# Kokopelli

Cocopelli

Kokopelli è una divinità preistorica della nazione indiana Navajo.
Spesso chiamato anche "Cocopelli" o "Cocopeli" lo si trova raffigurato nelle caverne del sudovest degli Stati Uniti.
Questa figura divina viene disegnata come un uomo stilizzato con un'accentuata curvatura della sua schiena mentre danza attorno ad un fuoco e suona il suo flauto.
Tra gli Hopi, Kokopelli trasporta i bambini non nati sulla sua schiena e li distribuisce alle donne (per questa ragione, le giovani ragazze spesso ne hanno paura). Spesso prende parte a rituali collegati al matrimonio, e Kokopelli stesso viene talvolta dipinto con una consorte, una donna chiamata Kokopelmana dagli Hopi. Si dice che Kokopelli possa essere visto sulla luna piena e calante, come il Coniglio lunare.
Per i Navajo, Cocopelli rappresenta principalmente uno spirito guida e un cantastorie di favole di altre tribù, ma non è l'unico ruolo che gli viene attribuito; infatti molto spesso viene rappresentato come un commerciante ambulante che porta nel suo personale sacco delle merci materiali leggeri come le piume, conchiglie, pietre semipreziose e per finire semi.
Cocopelli viene considerato anche come un dio trickster, simbolo della felicità, della gioia e della fertilità, e in relazione a questo aspetto (analizzando anche la sua particolare curvatura della schiena) molto spesso egli viene descritto come un suonatore molto particolare, ovvero il suo personale flauto non è il comune strumento musicale che tutti conosciamo bensì il suo stesso organo sessuale.
Nelle sue apparizioni quest'uomo/divinità visiterebbe i villaggi suonando il suo amato flauto e trasportando i semi nel suo fagotto (in molti pensano che la sua curvatura rappresenterebbe in realtà il sacco delle merci), per di più una leggenda lo vede responsabile della conclusione dell'inverno e dell'inizio della primavera.
Nella leggenda si narra che, mentre Cocopelli cammina tra i vari villaggi suonando il suo flauto, il sole spunta nel cielo e la neve si fonde, l'erba si colora di un rigogliosissimo verde, gli uccelli cominciano ad intonare canti di gioia e tutte le creature viventi si riuniscono intorno per sentire le sue canzoni/storie.

## Altri nomi
- Kokopele
- Kokopelli-mana o Kokopelmana (moglie di Kokopelli)
- Kokopeltiyo
- Kokopilau
- Neopkwai'i (Pueblo)
- Ololowishkya (Zuni)
- La Kokopel